# Вайлати, Джермано
Джермано Вайлати (нем. Germano Vailati; родился 30 августа, 1980 года, Лугано, Швейцария) — швейцарский футболист, вратарь.

## Клубная карьера
Вайлати — воспитанник клуба «Лугано», за который играл в 1996—2000 годах. В период 2000—2004 годов играл за различные клубы из низших лиг Швейцарии. В 2004 году перешёл в «Сьон», за который сыграл 77 матчей в различных лигах Швейцарии.
14 января 2010 года перешёл в «Санкт-Галлен», подписав контракт до лета 2012 года. 6 февраля в матче против «Сьона» дебютировал за «Санкт-Галлен». В сезоне 2010/11 «Санкт-Галлен» вылетел из высшей лиге, но уже в следующем сезоне Джермано помог команде вернуться обратно.
20 июня 2012 года свободным агентом перешёл в «Базель». 24 июля в матче Лиге чемпионов против эстонской «Флоры» дебютировал за «Базель». И только 23 ноября 2013 года в матче против «Туна» дебютировал за новый клуб в чемпионате Швейцарии. В сезонах 2012/13, 2013/14 и 2014/15 в составе «Базеля» становился чемпионом Швейцарии.

## Международная карьера
9 октября 2010 года в матче отборочного турнира к чемпионату Европы 2012 против сборной Черногории был в заявке на матч, но так и не появился на поле.

## Достижения
Командные
 «Санкт-Галлен»
- Челлендж-лига — 2011/12

 «Базель»
- Чемпионат Швейцарии по футболу — 2012/13, 2013/14, 2014/15, 2015/16, 2016/17
- Финалист кубка Швейцарии — 2012/13, 2013/14,2014/15